# Indaziflam
Indaziflam ist ein synthetisches Herbizid aus der Substanzklasse der Fluoralkyltriazine. Es wurde 2010 von Bayer CropScience in den Vereinigten Staaten auf den Markt gebracht.

## Darstellung
2,6-Dimethyl-1-indanon wird katalysiert durch einen Ruthenium(II)-Komplex stereospezifisch zu cis-2,6-Dimethyl-indan-1-ol reduziert. Dieses Zwischenprodukt reagiert mittels Diphenylphosphorylazid zu einem Amin (Staudinger-Reaktion). Mit Dicyandiamid in Anwesenheit von Aluminiumtriisopropanolat und anschließendem Ringschluss mit 2-Fluorpropansäuremethylester unter basischen Bedingungen entsteht diastereomeres Indaziflam.

## Eigenschaften und Struktur
Indaziflam ist ein beigefarbener, pulvriger Feststoff. Es ist wenig flüchtig und nur schwer wasserlöslich. Im Boden ist es mit Halbwertszeiten von über 150 Tagen sehr persistent. In flachen Gewässern photolysiert es relativ schnell mit einer Halbwertszeit von 5 Tagen.

### Stereoisomere
Das Molekül besitzt drei Stereozentren. Es sind folglich acht verschiedene Isomere möglich. Der Wirkstoff ist ein Gemisch aus zwei Isomeren, der
- (1R,2S,1R)-Form und der

- (1R,2S,1S)-Form.[1]

## Wirkungsweise
Indaziflam ist der stärkste, bisher bekannte Cellulose-Biosynthese-Hemmer. Durch die Hemmung der Bildung von Cellulose wird das Zellwachstum der Pflanzen gestört. Aus diesem Grund eignet sich Indaziflam nicht für bereits ausgewachsene Pflanzen, sondern wirkt besonders gut auf Pflanzen in der Entstehungs- bzw. Wachstumsphase. Es wirkt dabei sowohl auf Monokotyledonen als auch auf Dikotyledonen. Die Wirkung setzt schnell nach der Ausbringung (innerhalb einer Stunde) ein und es hat ein breites Wirkspektrum. In einer Studie wurde herausgefunden, dass Pflanzen mit Resistenzen gegen andere Cellulose-Biosynthese-Hemmer wie beispielsweise Isoxaben nicht gegen Indaziflam resistent sind. Dies legt nahe, dass Indaziflam einen anderen Wirkmechanismus aufweist.

## Verwendung
Indaziflam wird zur Bekämpfung von „Unkraut“ auf Rasenflächen in heimischen Gärten und Sportplätzen und als Vorauflaufherbizid im Anbau von Stein- und Kernobst, Zitrusfrüchten, Wein, Kaffee und Oliven verwendet. Es zielt dabei vor allem auf einjährige Gräser wie Indische Fingerhirse (Eleusine indica), Einjähriges Rispengras, Lolch und Gänsefußgewächse sowie auf breitblättrige Unkräuter ab.

## Toxikologie
Indaziflam wirkt bei oraler, dermaler oder inhalativer Aufnahme nicht akut toxisch. Es reizt außerdem weder die Augen noch die Haut und wirkt nicht hautsensibilisierend. In zweijährigen Studien an Ratten und Mäusen konnten keine karzinogenen oder genotoxischen Wirkungen beobachtet werden. Aus diesem Grund stuft die US-amerikanische Environmental Protection Agency die Substanz als wahrscheinlich nicht krebserregend ein.

## Zulassung
In der Europäischen Union und der Schweiz sind keine Pflanzenschutzmittel mit dem Wirkstoff Indaziflam zugelassen. Weltweit wird es aber in einigen Ländern, z. B. in den Vereinigten Staaten, Kanada, Mexiko und Japan eingesetzt. Zudem wird der Wirkstoff auch auf dem brasilianischen Markt vertrieben.